# Степаненко Микола Омелянович
Степаненко Микола Омелянович (1918, Миргород  (за інш. даними — у с. Микільське) — 1993, Каліфорнія) — науковець, громадський і політичний діяч на еміграції, журналіст і літературознавець. Дійсний член УВАН, НТШ, віце-президент УМ-МАН, член Національної Спілки письменників України.
Псевдоніми — Михайло Степовий, Микола Сварожич, Николай Угарті, М. Оринин, М. Юркевич, Микола Антонович.

## З біографії
Народ. 15 грудня 1918 р. на Полтавщині. В молодості вивчив гру на бандурі у Федора Глушка. У 1937 р. закінчив філологічний факультет Полтавського державного педагогічного інституту, працював викладачем. У 1941 р. лишався на окупованій ворогом території, був директором Шишацького сільськогосподарського технікуму, редактором української газети в Миргороді. Емігрував до Німеччини, викладав у таборах для переміщених осіб у Мюнхені і Карлсфельді. Був відповідальним секретарем редколегії альманаху «МУР». У 1949 р. емігрував до США. Працював позаштатним диктором «Голосу Америки». Викладав мови у військовій школі в м. Монтерей (Каліфорнія), східнослов'янські мови і літератури — в Сиракузькому, Нью-Йоркському і Ратгерському університетах. Захистив дисертацію в Нью-Йоркському університеті (1970), одержав ступінь доктора філософії. У 70-х рр. — професор славістики університету Джорджа Вашингтона, УВУ в Мюнхені, Центрально-Мічиганського університету (м. Маунт Плезант).
Член-основоположник і чільний діяч УРДП, Об'єднання Українців Революційно-Демократичних Переконань, ДОБРУС, ОДУМ, віце-президент УНР в екзилі (з 1967), член управ низки українських культурних, громадських і політичних установ, педагог, радіожурналіст, публіцист, учений-літературознавець, дійсний член НТШ, священик.
Наприкінці життя висвятився. Був настоятелем парафії св. Михаїла в Сан-Франциско, потім св. Івана Хрестителя в Портланді (штат Ореґон). Відвідав Україну в 1992 р. Помер 14 березня 1993 р. в Сан-Хосе (Каліфорнія).
Помер 1993 року в Каліфорнії, похований на українському православному цвинтарі святого Андрія у Саут-Баунд-Брук, штат Нью-Джерсі.

## Творчість
Автор книг «Шосте коло» (1979), «Жива легенда дальшої нашої боротьби» (1979), «Борець за ідеї української нації» (1981). Автор тексту пісні про Мазепу.
- Степаненко М. Літературна критика і критики в підсовєтській Україні після «шестидесятників»//Слово. Збірник 9. — Едмонтон: ОУП «Слово», 1981. — С. 269—281.
- Степаненко М. Шосте коло. — Вашингтон: Україна, 1979. — 151 с.